# Štěpánovice (tvrz)
Štěpánovice jsou tvrz ve stejnojmenné vesnici asi tři kilometry severně od Klatov. Postavena byla nejspíše ve čtrnáctém století a jako panské sídlo sloužila až do počátku šestnáctého století. Později byla používána jen k hospodářským účelům a roku 1730 byla přestavěna na barokní sýpku. Dochovala se z ní zejména budova paláce, která je  chráněna jako kulturní památka ČR.

## Historie
Prvním známým vlastníkem vesnice, a nejspíše také tvrze, byl v letech 1367–1398 připomínaný Otík ze Štěpánovic. Po něm následovali bratři Jindřich a Bušek Štěpánovští ze Štěpánovic, kteří měli roku 1403 podací právo ke štěpánovickému kostelu. Další majitelé jsou známí až z poloviny patnáctého století. Byli jimi Jan Steblenec z Drachkova a roku 1454 Jindřích Tréhub ze Štěpánovic, za něhož se tvrz uvádí jako sešlá. Roku 1516 Václav Chlumčanský z Přestavlk prodal tvrz, dvůr a ves Štěpánovice, pustou ves Újezd a část vsi Lhotka Janu Jeníškovi z Újezda, který je připojil ke svému svrčoveckému panství. Po něm vesnici zdědil jeden z jeho šesti synů a učinil z ní na krátký čas znovu centrum malého panství. Musel však pustou tvrz nejprve obnovit. Tento statek brzy získal jeho bratr Přibík Jeníšek z Újezda a opět jej spojil se Svrčovcem. Po roce 1623 prodal panství klatovským jezuitům, kteří je připojili k Dolanům. Na konci sedmnáctého století Štěpánovice koupili Černínové z Chudenic a začlenili je do panství hradu Švihov. Tvrz byla v té době znovu zchátralá, a roku 1730 byla budova paláce upravena na sýpku. Ve druhé polovině dvacátého století budovu využívalo jednotné zemědělské družstvo jako skladiště, ale zanedbávalo údržbu a tvrz chátrala.

## Stavební podoba

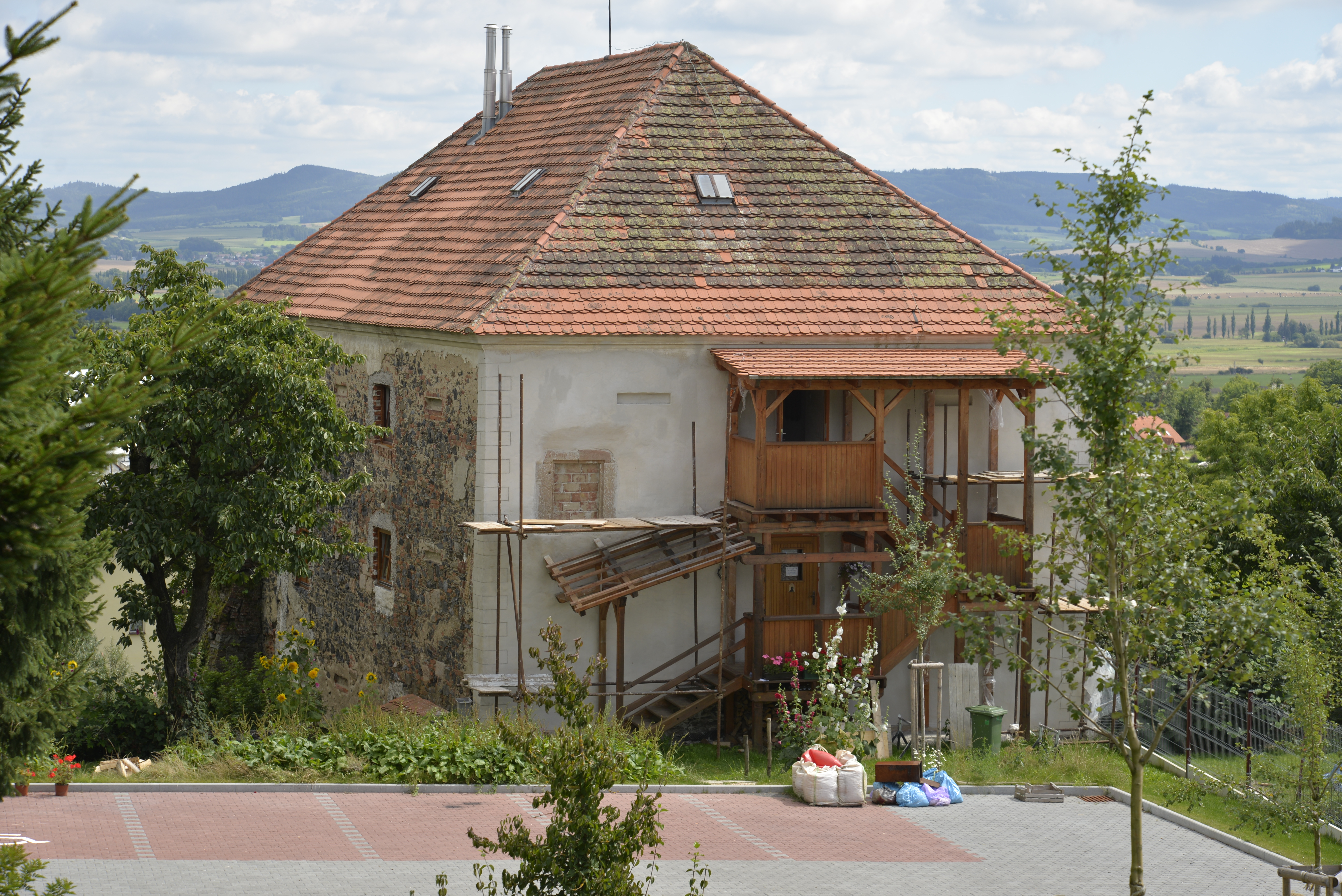
Zrekonstruovaná část tvrze

Podle popisu z roku 1706 měla zchátralá tvrz v přízemí dva pokoje a čtyři komory, které obývali pracovníci hospodářského dvora a příležitostně je používal šafář. V patře potom byly tři táflované pokoje, dvě komory a tři prostory, které sloužily jako sýpky.
Dochovaná dvoupatrová budova z lomového kamene má obdélný půdorys a suterén částečně vytesaný ve skále. Obě východní nároží jsou zpevněná mohutnými opěráky. Ve zdech budovy jsou patrné původní okenní otvory nebo jejich záklenky. Jinak jsou fasády členěné barokními iluzivními okénky ve tvaru ležatého obdélníka, která byla v některých případech nahrazena mladšími průchozími otvory. Vrchol budovy lemuje barokní profilovaná korunní římsa.
Opevnění tvrze zaniklo, až na ohradní zeď bývalého poplužního dvora, která byla upravena na tarasní zeď. Severozápadně od budovy se dochoval sklípek, v jehož místech stávalo zaniklé křídlo paláce postavené nejspíše v období pozdní gotiky nebo renesance. Ve sklepě je uloženo ostění gotického portálu ze čtrnáctého století.